# كاش جيل
كاش جيل (بالإنجليزية: Kash Gill) مواليد 2 يوليو 1966 في برمنغهام، هو ملاكم بريطاني سابق.

## إحصائيات
خاض خلال مسيرته 100 نزالا، فاز في 84 وتعادل في 1 وخسر في 16. فاز بالضربة القاضية في 43 نزالا.

## وصلات خارجية
- الموقع الرسمي